# Romang
Romang es una ciudad situada en el norte de la provincia de Santa Fe, en el departamento San Javier, Argentina. Se ubica a 265 km al norte de la ciudad de Santa Fe sobre la Ruta Provincial 1.
Es un destino turístico muy popular en el norte santafesino. Sus celebraciones más emblemáticas incluyen la Fiesta Provincial del Sol, un festival muy convocante en la playa durante la temporada alta de verano, y la Fiesta Provincial Suiza durante el primer fin de semana de agosto, dada su cultura de raíces suizas. 

## Historia

Retrato de Peter Wingeier (Teófilo Romang) por Nestor Rosso rehecho con IA.

Recibe su nombre por Teófilo Romang, un médico de la localidad suiza de Langnau im Emmental (cantón de Berna) que murió en su viaje migrando a América. Peter Wingeyer, pasajero del barco y compatriota oriundo de Trubschachen, adquirió su pasaporte e identidad debido a problemas con la justicia. Al llegar a Argentina se instaló en Esperanza, donde ejerció ilegalmente la medicina durante la década de 1860. Posteriormente fomentaría la colonización suiza y el 23 de abril de 1873 da acta de fundación a la localidad de Romang. 

### Primeras exploraciones
Wingeyer se presenta ante el gobierno provincial y expone que, deseando fomentar un establecimiento agrícola a gran escala, se ha fijado para ello en un terreno fiscal que existe en el campo de Malabrigo, sobre la costa del Río San Javier, donde tendrá como tres leguas de frente, lindando al norte con el Arroyo Malabrigo; al sur con el arroyo El Gusano, y al oeste con el Saladillo, cuyo campo denuncia con arreglo a las leyes vigentes.
Este terreno se sabe que fue avistado hace tiempo por el colonizador Gaspar Kaufman, el cual también fue insistente en señalar estas tierras para la colonización. 
Luego de recibida la denuncia de Wingeyer, el gobierno de la provincia ordena al departamento topográfico que lleve un informe (27 de marzo de 1871). «Esta oficina alude que el departamento de la capital, se halla comprendido en la concesión de tierras que se dio a la Empresa Ferro-Carril Gran Chaco a efectos de un contrato caducado en 1870; y que al igual que otros terrenos de la provincia responde a la responsabilidad de un empréstito cuya suma deberá invertirse en fomentar colonias y con el objeto de plantear un establecimiento agrícola en gran escala; por lo cual el departamento opina que el gobierno podría aceptar la denuncia y conceder en vender dicho campo al peticionario».

### Fundación definitiva
El gobierno santafesino da por concordancia al petitorio y el 15 de marzo de 1872, el departamento topográfico nombra al agrimensor Emilio Goupillaut, para que practique la operación citada «tomando como punto de partida en la parte sur la confluencia del arroyo El Gusano, límite divisorio de la propiedad Thompson Bonar y Cía.»
La causa principal que dio origen a su fundación fue la idea de colonizar, vista la innegable riqueza de las tierras, y que por sus excelentes bondades para las tareas agrícolas atraía el interés general. También eran de destacarse las actividades de explotación forestal y la evidente protección de las actividades ganaderas, seriamente amenazadas por las incursiones continuas de las tribus mocovíes y tobas, procedentes del Chaco, las que atacaban audaz y temerariamente, cometiendo toda clase de robos y saqueos. 
Romang fue una de las colonias de extranjeros en el país que en sus comienzos tuvieron que protegerse construyendo las primeras viviendas dentro de una empalizada, esto se explica dado que, por lo general los pueblos se fundaron en torno a fortines o cuarteles militares, asegurando la paz y la tranquilidad necesaria para el desarrollo y el progreso.
La población fue formándose paulatinamente con la llegada de sus fundadores en 1873, después con algunas familias de colonos italianos, franceses y suizos, alemanes; procedentes de las colonias de Helvecia y Esperanza. 
Wingeyer trató de cumplir, aunque insuficientemente, lo convenido con el gobierno, es decir, traer doscientas familias en un plazo de dos años. 
El lugar ha llevado primeramente el nombre de San Gerónimo —época de los jesuitas—, luego a partir del año 1845 se llamó Malabrigo, llamándose desde 1855 y hasta la fecha Romang.
El trazado oficial del pueblo existe con fecha julio de 1925, hecho por el ingeniero Juan C. Kuriger. Luego de aquí el pueblo fue creciendo y poblándose, hubo varios hechos que contribuyeron al progreso, como fue el organizar la navegación de los arroyos para conectarse con el Paraná, comunicándose por esta vía con puertos y poblaciones, en especial con Esquina (Corrientes), manteniéndose por largos años un tráfico regular con este puerto, dado que en el escalaban los buques de tránsito de Buenos Aires al Paraguay. 

### Constitución como ciudad
El jueves 29 de octubre de 2015, fue aprobada por ambas cámaras la ley en la que declara a Romang ciudad, convirtiéndose así en el segundo municipio del Departamento San Javier.

## Clima y geografía
Tiene un clima subtropical sin estación seca, con veranos calurosos (25 °C promedio) e inviernos suaves (12 °C), largo período sin heladas por la humedad de la región, influenciada por los vientos del Atlántico Sur, con 900 a 1100 mm de lluvias promedio anual.
La vegetación natural de «selva en galería» retrocede para dar lugar a la agricultura.

## Patrimonio

### Museo de la Colonización «Cuatro Gaspares»
Una accesible calle de arena permite llegar incluso en días de lluvia al interesante museo erigido en la Plazoleta 4 Gaspares desde el 9 de septiembre de 1990.
El denominado Museo de la Colonización pone a disposición de la comunidad y los visitantes que deseen conocerlo, una encantadora colección de piezas referentes a la historia de la localidad de Romang.
Se ubica hacia el norte del casco urbano.

### Primera casa de material
Construido en el año 1875, el edificio que hoy alberga a la Cooperativa Unión Agrícola de Romang, fue en su momento la primera casa de material construida en el pueblo.
Su edificación llevó ciento cincuenta mil ladrillos y la obra no tardó más de dos o tres años. 
Con el tiempo, la casa se convirtió en un hotel muy importante, debido a la mensajería que en esa época cubría el trayecto existente entre San Javier y Reconquista, debiendo los viajantes hacer escala aquí.
También fue residencia de Peter Wingeyer, el fundador del pueblo, cuyos restos fueron enterrados en el patio de la casona para luego ser trasladados al cementerio local. Después de tres propietarios, en la casa comenzó a funcionar la Cooperativa Agrícola.
De la antigua edificación pueden apreciarse aún algunos ambientes, ventanales, puertas y paredes de 60 cm de espesor, entre otros aspectos distintivos. Se alza soberbia frente a la Plaza Principal.

### Estancia Coper
La Estancia Coper es una casa de campo que fue en primer lugar propiedad de Emilio Fromet, llegó luego a manos del Sr. Pautaso a causa de una sucesión, para finalmente integrar el patrimonio del Sr. Coper y convertirse en un agradable atractivo turístico de Romang.
Perfectamente conservada, limpia y ordenada, la Estancia Coper posee don plantas, hallándose en la inferior una habitación, un comedor con hogar, un baño y una pintoresca escalera que conduce hacia la planta alta donde existen dos habitaciones con ventanales al campo.
El visitante encontrará aquí la oportunidad de disfrutar de apasionantes cabalgatas, o de un pintoresco paseo en lancha por el río. También las jornadas de pesca son una opción viable desde esta estancia, aunque para ello primero deba alejarse 1 km por camino de tierra hasta el Martillo, y luego recorrer otro kilómetro y pico hasta el río.
Excelentes trabajos de parquización con hermosos sauces dan al lugar un aspecto impresionante que invita a tenderse bajo la sombra dejándose invadir por la naturaleza.
La Estancia Coper está a unos 2,5 km del centro de Romang.

### El Paso
Sitio histórico con reminiscencias de la época jesuítica y el muy posterior enfrentamiento de Unitarios y Federales, este lugar fue en primera instancia un paso obligado para los jesuitas que viajaban de Misiones a San Javier, así como para todo transeúnte que intentara llegar hasta el sur o el norte de la provincia de Santa Fe.
Un bar y un edificio donde se realizaban reuniones señalan la importancia de aquel paso, a pocos kilómetros del cual se librara la Batalla de Malabrigo entre los dos bandos argentinos que polarizaban la política en la época.
Fue justamente en El Paso, cruzando el arroyo Malabrigo, donde las fuerzas rosistas de Echagüe (Federales) alcanzaran al Gral. Juan Carlos López (Unitario) mientras éste intentaba huir de Santa Fe, desatándose una de las batallas más memorables de la Historia Argentina.
Con el tiempo se concretó la construcción de la definitiva Ruta Provincial N.º 1 que desplazaría al antiguo sendero.
El Paso se ubica actualmente unos 3 km al norte de Romang.

## Festividades
- Fiesta Provincial del Sol: tercer fin de semana de enero (viernes, sábado y domingo)
- Aniversario de su fundación: 23 de abril
- Fiesta Patronal: tercer viernes de junio
- Fiesta Provincial Suiza: 1 domingo de agosto[5]
- Fiesta del Inmigrante: septiembre
- Concurso Provincial de Pesca Variada: primer domingo de octubre
- Encuentro Regional de Coros: segundo fin de semana de octubre
- Fiesta Regional del Arroz: 30 de abril

## Turismo
Desde la década de los 90', Romang se ha posicionado como un referente turístico en la región, impulsando la economía local con ofertas y servicios que exploran su privilegiado entorno natural. Posee una gran infraestructura adaptada al Camping Brisol, donde anualmente tiene cita la Fiesta Provincial del Sol, el acontecimiento turístico y cultural más convocante del norte santafesino.

## Desarrollo productivo
Su actividad productiva es de gran importancia, se basa en la agricultura, ganadería, avicultura y apicultura. Así mismo, Romang cuenta con un desarrollo industrial en crecimiento y empresas con capacidades de exportación e insertadas en el mercado global hacia Europa, Asia y el Mercosur.
Entre los principales capitales romanenses destacan: API SA Fundición de hierro gris y nodular, proveedor de Toyota Argentina; Astillero Romang S.C, es la única en la región que diseña, fabrica y repara embarcaciones; MALSA Molino Arrocero, dedicado a la industrialización y comercialización de arroz para Marolio y Molto; Hormitec construye moldeados de hormigón en todo el país, Promiel exporta miel y sus variedades a primeras marcas. 
Las instituciones sin ánimo de lucro que promueven el desarrollo local y regional, tales como la Mutual Romang Fútbol Club y la Unión Agrícola de Romang, también son importantes actores de la comunidad.

## Medios

### Radio
- FM Río 99.9
- FM La Mega 88.9
- FM Sol 93.7
- FM Teófilo Romang 100.5

### TV
- Romang Canal Local 14

## Clubes
- Romang Fútbol Club
- Club Atlético Matienzo
- Sociedad Suiza de Gimnasia de Romang
- Club de Abuelos de Romang
- Club Náutico de Romang

## Localidades y parajes del municipio
- Romang 9,187 habitantes (Indec, 2010)[7]

### Parajes
- Colonia Sager
- Colonia Wingeyer
- Costa del Toba
- El Gusano
- Nueva Romang
- Las Catalinas

## Autoridades
Los gobernantes locales que tuvo Romang
Estos son sus nombres y períodos de gestión:
Teófilo Romang (1887-1890); Rafael Vicario (1891-1894); Juan Ramseyer (1895-1896) Comuna cerrada (1896-1898); Juan Ramseyer (1898-1903); Santiago Kaenel (1903-1913) ; Moisés Armas (1914-1915) ; Santiago Kees (1916-1917); Pablo Wirz (1918-1919); Santiago Kaenel (1920-1922) ; Alfredo Estrada (1922); Alberto Stirnemann (1922-1923); Silvio Álvarez (1924-1925); Moisés Armas (1926-1927); Pablo Castañeira (1928-1929); Santiago Mohni (1930-1931); Antonio Hartmann (1931); Augusto Romang (1931); Luis Affolter (1932); Santiago Grogg (1932); Rodolfo Furrer (1932); Santiago Kaenel (1932-1933); Federico Ribatto (1933-1934); José Zanuttini (1934-1935) ; Carlos Sager (1935-1936); Carlos Mordacini (1936); Santiago Cabral (1936); Federico Frick (1936-1938); José Zanuttini (1938-1939); José Torterola (1940-1941); Pablo Kees (1942-1945); Santiago Ferreira (1945).
También ocuparon ese cargo: 
Lorenzo Kees (1946-1948); Arturo Ramseyer (1948-1952); Juan Stirnemann (1952-1955); Froilán Ramseyer (1955); José Bolders (1955-1958); Cristian Gerber (1958); Ernesto Graemiger (1959-1960); Federico Sager (1960); Ernesto Mohni (1960-1963); Federico Sager (1963-1965); Samuel Eichenberger (1965-1971); Helmit Ramseyer (1971-1973); Amaro Fontana (1973-1976); Lina Bieri (1976); Baltasar Carnicer (1976-1981); Guido Sager (1981-1983); Amaro Fontana (1983-1987); Eduardo Zilli (1987-1995); Víctor Debloc (1995-2003); Froylán Yoris (2003-2005), Sergio O. Ramseyer (2005-2011), Sandra Passarino (2011-2013), Víctor Debloc (2013-2015) Sergio O. Ramseyer (2015-2017) y el 11 de diciembre de 2017, Sergio O. Ramseyer asumió como primer Intendente de la ciudad de Romang.

## Parroquias de la Iglesia católica
| Diócesis  | Reconquista              |
| --------- | ------------------------ |
| Parroquia | Sagrado Corazón de Jesús |